# Mala información
Mala información es el segundo álbum del cantante argentino Manuel Wirzt. Fue publicado por el sello PolyGram en 1989.
El álbum fue presentado en forma exitosa en el teatro Metropolitan de Buenos Aires, el 23 de diciembre de 1989.

## Historia
A comienzos de 1989, Manuel Wirzt graba su segundo disco, titulado "Mala Información". El disco sale a mediados de ese año a través de la compañía PolyGram, y suponía un paso adelanto en la carrera del músico.  
El álbum contó con la producción artística de Daniel "Tuerto" Wirzt y la coproducción y dirección artística de Alberto Lucas. Fue grabado y mezclado en los Estudios PolyGram de Buenos Aires en 16 canales, entre enero y marzo de 1989. El técnico de grabación y mezcla fue Mario Altamirano.
A pesar de contar con el respaldo de una discográfica multinacional y de haber conseguido muy buenas críticas por parte de la prensa especializada, "Mala información" pasó prácticamente inadvertido para el público. Fue lanzado en medio de la peor crisis hiperinflacionaria de la Argentina y en un momento en que a las compañías discográficas se les hacía difícil conseguir el vinilo para la fabricación de los LP.

"Eso era el 89, época de hiperinflación, un disco salía más de lo que ganaba un maestro de escuelas, me acuerdo que no había vinilos, no lo podían importar, no sé qué historia, era todo un quilombo. Te digo más, en un surco se oye una manifestación y era porque enfrente del viejo PolyGram, donde grabé el disco, tenía un sindicato y hay un momento en que saqué los micrófonos afuera para grabarlos y quedó. Una época muy convulsiva, fijate que el disco sale y al poco tiempo tengo que salir como vendedor ambulante a ganarme la vida".
Manuel Wirzt (La Capital de Rosario)

"Mala información" tal vez sea el disco más crudo y oscuro en la carrera de Wirzt. A la crisis económica y política que sacudió a la Argentina en 1989 hay que sumarle la separación sentimental del artista.

"El último día de grabación yo me separo y compuse «Ella se fueeeeeee» (la canta, en referencia al tema «En un tren») y literalmente fue así, me encontré con todos los roperos vacíos y se fue a la mierda. Me acuerdo que llego al estudio, en el último día de grabación, con la cabeza destrozada y agarre la viola en un rincón y me la puse a tocar. Yo estaba hecho mierda y el Tuerto (Daniel Wirzt, arreglador y director de ese disco) dijo «déjenlo solo por favor» y compuse esa canción, que está acompañada con palillos tocados sobre una botella, una cosa muy artesanal".
Manuel Wirzt (La Capital de Rosario)

A pesar de todos los inconvenientes y la poca difusión, el álbum fue presentado en forma exitosa en el teatro Metropolitan de Buenos Aires, el 23 de diciembre de 1989.

## Lista de canciones
| N.º. | Título                    | Autores y compositores         | Duración |
| ---- | ------------------------- | ------------------------------ | -------- |
| A1.  | Siempre Igual             | Manuel Wirzt                   | 3:10     |
| A2.  | Avisos                    | Manuel Wirzt                   | 2:54     |
| A3.  | ... Y Después Lo Ves Caer | Manuel Wirzt / Alberto Lucas   | 3:29     |
| A4.  | Mala Información          | Manuel Wirzt / Eduardo Lalanne | 3:53     |
| A5.  | Cuando La Carne Se Rompe  | Manuel Wirzt                   | 3:03     |
| A6.  | Darte Mucho Más           | Manuel Wirzt                   | 3.10     |
| B1   | Ari - Ari                 | Manuel Wirzt                   | 3:05     |
| B2.  | En Un Tren                | Manuel Wirzt                   | 3:41     |
| B3.  | Sólo Lo Que Brilla        | Manuel Wirzt / Eduardo Lalanne | 4:20     |
| B4.  | Vas A Salir               | Manuel Wirzt                   | 5:32     |
| B5.  | Conejitos                 | Manuel Wirzt                   | 3:32     |